# اللغة الكانتونية
صينية يُؤ (بالشيوئرتشنغ، وهو الاسم الرسمي) أو الكَنْتُونية أو الكانتونية هي إحدى الفروع الرئيسية للغة الصينية. هناك خلاف كبير حول اعتبار الكانتونية لهجة من اللهجات اللغة الصينية أو اعتبارها شبه لغة مستقلة. بشكل عام تعتبر الكانتونية لهجة من لهجات اللغة الصينية العديدة لأسباب عرقية وثقافية، إلا أنها من ناحية أخرى تعتبر لغة شبه مستقلة بحد ذاتها بسبب وجود نسبة تفاهم «ضئيلة» بينها وبين اللهجات الأخرى للغة الصينية.
يقدر عدد متحدثي الكانتونية بحوالي 71 مليون نسمة تقريبا، وتحتل المرتبة 21 من حيث عدد المتحدثين للغات في العالم. ينتشر متحدثو هذه اللغة بشكل رئيسي في مقاطعات قوانغدونغ، و قوانغشي في جنوب بر الصين الرئيسي، وفي هونغ كونغ، و ماكاو بالإضافة إلى أقليات في جنوب شرق آسيا، كندا، والولايات المتحدة.